# Nicolau Mesarita
Nicolau Mesarita (em grego: Νικόλαος Μεσαρίτης; romaniz.: Nikólaos Mesarítes); ca. 1163/1164 – após 1216) foi um clérigo e escritor bizantino, que posteriormente ascendeu ao ofício de metropolita do Éfeso no Império de Niceia.

## Vida
Nascido ca. 1163/1164, Mesarita é registrado pela primeira vez em 1200, durante um fracassado golpe de João Comneno, o Gordo. Pelo tempo, Mesarita foi escevofílax da Igreja da Virgem do Farol no Grande Palácio de Constantinopla, e escreveu um relato como testemunha ocular dos eventos. Após a captura de Constantinopla pela Quarta Cruzada em 1204, ele inicialmente permaneceu na cidade.
No final de 1206, junto com seu irmão João, participou nas discussões entre o clero da Igreja Ortodoxa e as novas autoridades latinas, representadas pelo patriarca latino de Constantinopla Tomás Morosini e pelo legado papal, o cardeal Benedito de Santa Susana. A discussão falhou em resolver a cisão entre os dois partidos, com os gregos se recusando a subordinar-se ao clero latino. Após a morte de seu irmão em fevereiro de 1207, Mesarita deixou o Império de Niceia, onde foi nomeado metropolita do Éfeso logo depois.
Como metropolita do Éfeso, chefiou uma missão em 1214/1215 para Constantinopla para discussões com o novo enviado papal, o cardeal Pelágio de Albano. Mesarita escreveu um relato de suas discussões com Pelágio, onde destaca sua intransigência, intolerância quando ao clero da Igreja Ortodoxa e insistência na primazia papal. Em 1216, oficiou o casamento de Irene Lascarina, a filha mais velha do imperador de Niceia Teodoro I Láscaris, e Andrônico Paleólogo.

## Escritos
O estilo de escrita de Mesarita, distinguido por "seu interesse em detalhes vívidos e em seu próprio papel nos eventos" (A. Kazhdan), marca uma partida consciente das convenções da literatura bizantina, que ele zomba. Isso é particularmente evidente em sua descrição do golpe de 1200, que é mais vívido e imediato que os tratamentos mais estilizados e abstratos do mesmo evento feito por outros escritores contemporâneos. O epitáfio composto para seu irmão contém também um relato ocular da queda de Constantinopla e eventos contemporâneos. Mesarita também deixou uma descrição valiosa da Igreja dos Santos Apóstolos e da escola que funcionou em suas instalações.